# 塔拉西夫卡 (特諾皮爾州)
49°41′15″N 25°47′59″E / 49.68750°N 25.79972°E
塔拉西夫卡（羅馬化：Tarasivka）是烏克蘭的村落，位於該國西部捷爾諾波爾州，由捷尔诺波尔区負責管轄，始建於1730年，面積1,283平方公里，2001年人口323，人口密度每平方公里0.25人。